# 自動光學檢查

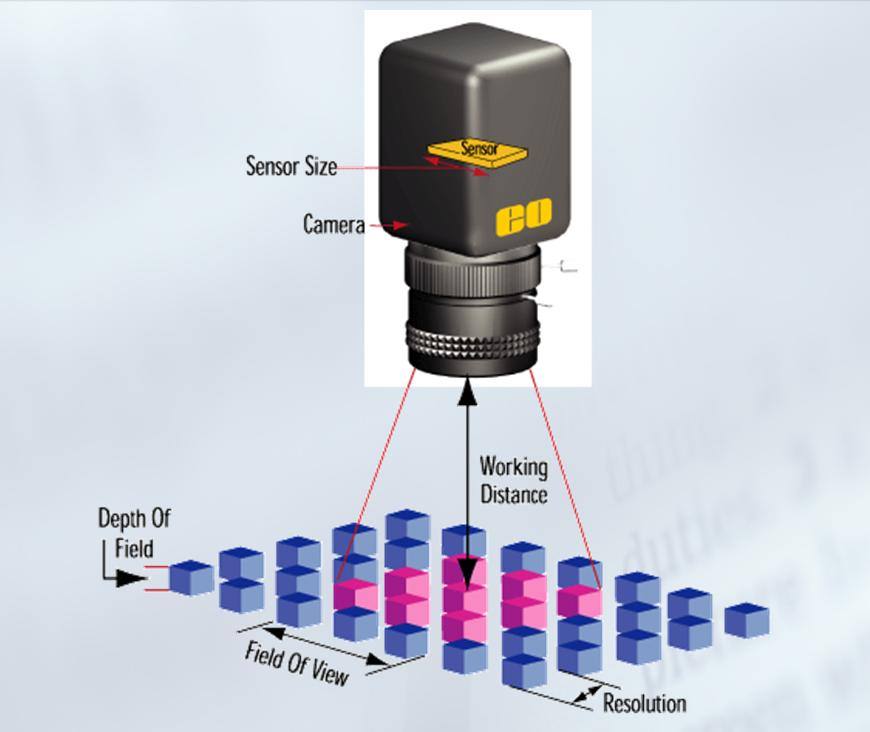
CCD自動光學鏡頭處理檢測物件

自動光學檢查（英語：Automated Optical Inspection，簡稱AOI），為高速高精度光學影像檢測系統，運用機器視覺做為檢測標準技術，作為改良傳統上以人力使用光學儀器進行檢測的缺點，應用層面包括從高科技產業之研發、製造品管，以至國防、民生、醫療、環保、電力...等領域。
自動光學檢查是工業製程中常見的代表性手法，利用光學儀器取得成品的表面狀態，再以電腦影像處理技術來檢出異物或圖案異常等瑕疵，因為是非接觸式檢查，所以可在中間工程檢查半成品。高精度光學影像檢測系統，包含量測鏡頭技術、光學照明技術、定位量測技術、電子電路測試技術、影像處理技術及自動化技術應用等領域，其開發應用不但符合高科技產業發展需求，其技術層面更可擴展至國防軍事工業，舉凡兵工武器製造、夜視作戰系統、戰略地形形貌之分析與研判等，都與此影像技術息息相關。

## 基本架構
自動光學檢測設備組成部位：
- 光學部分：
  - CCD Camera（檢測鏡頭）──
  - 光源（上下光源打光）──

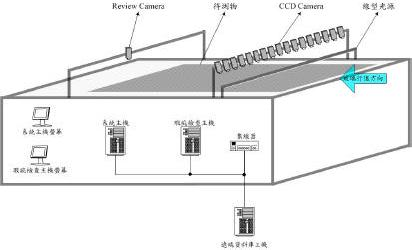
LCD工業的自動光學檢測設備

  - Review Camera（複檢確認鏡頭）──
- 系統主機部分（由个人电脑與週邊組成）：
  - CIM系統主機──
  - 系統主機螢幕──
  - 瑕疵檢查主機──
  - 瑕疵檢查主機螢幕──
- 網路連結
  - 集線器（Hub）──
  - Network──乙太網路、CC-Link
- 動力控制部分
  - 伺服驅動機構
  - 可程式邏輯控制器（PLC）或PC Base控制主機

## 應用
AOI技術領域非常廣泛，廣義的AOI為結合光學感測系統、訊號處理系統及分析軟體，應用層面可包括宇宙探測、航空、衛星遙測、生物醫學、工業生產品質檢測、指紋比對、機器人控制、多媒體技術。
狹義的AOI則指目前大量應用工業自動化的LCD/TFT、電晶體與PCB工業製程上的光學檢測設備，以及在IC及一般電子業、機械工具/自動化機械、電機/電子工業、金屬鋼鐵業、食品加工/包裝業、紡織皮革工業、汽車工業、建築材料、保全/監視等的自動光學結合影像處理的系統。

## 發展趨勢
- 技術規格

1. 完整行程須在60 秒內（甚至更短）
2. 錯誤判斷發生率的降低（避免操作人員的重複檢查）
3. 盡可能的減少稼動損失（例如減少交換被檢查單元的時間）
4. 提高模糊比對的功能
5. 影像解析度不斷提高
6. 可檢測出週邊線路（以往只需要檢測面板內部）
7. 可儲存面板的瑕疵影像
8. 自動分類瑕疵

- 設備功能

1. 可輸出分析表格與圖形
2. 可檢出Mura（英语：Mura (Japanese term)）瑕疵功能
3. 可處理修補瑕疵功能

## 參照
- 自動化技術
- 光學
- 自動控制